# Богдо-ханська Монголія
Богдо-ханська Монголія (монг. ᠣᠯᠠᠨ᠎ᠠ
ᠡᠷᠭᠦᠭᠳᠡᠭᠰᠡᠨ
ᠮᠣᠩᠭᠣᠯ
 ᠤᠯᠤᠰ, Олноо өргөгдсөн Монгол улс (Богд хаант Монгол Улс), кит. трад.: 博克多汗國; піньїнь: Bókèduō Hán Guó) — держава на території Зовнішньої Монголії, послідовно мала статус незалежної держави, протекторату Російської імперії, автономії під сюзеренітетом Республіки Китай. «Богдо-ханська Монголія» — назва, прийнята в історіографії; офіційно ж держава називалася «Держава Монголія» (Монгол улс) або «Их Монгол Улс», що означає «Велика Монгольська держава».

## Історія

### Богда-ханська Монголія (1911—1919)

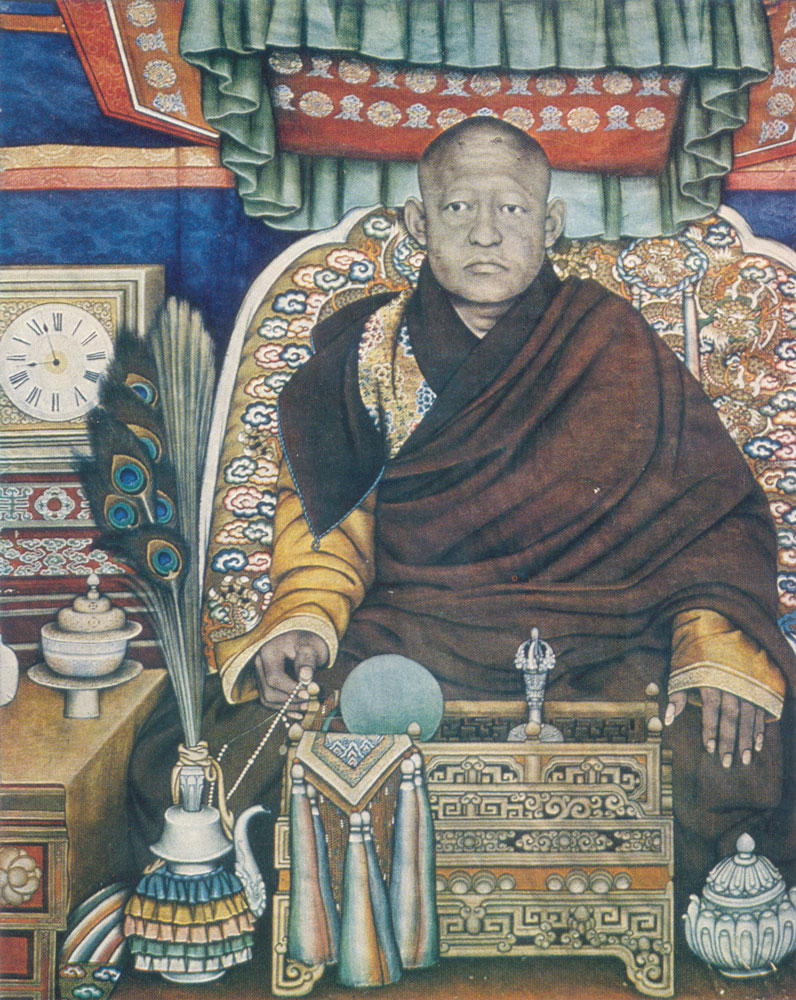
Богдо-хан

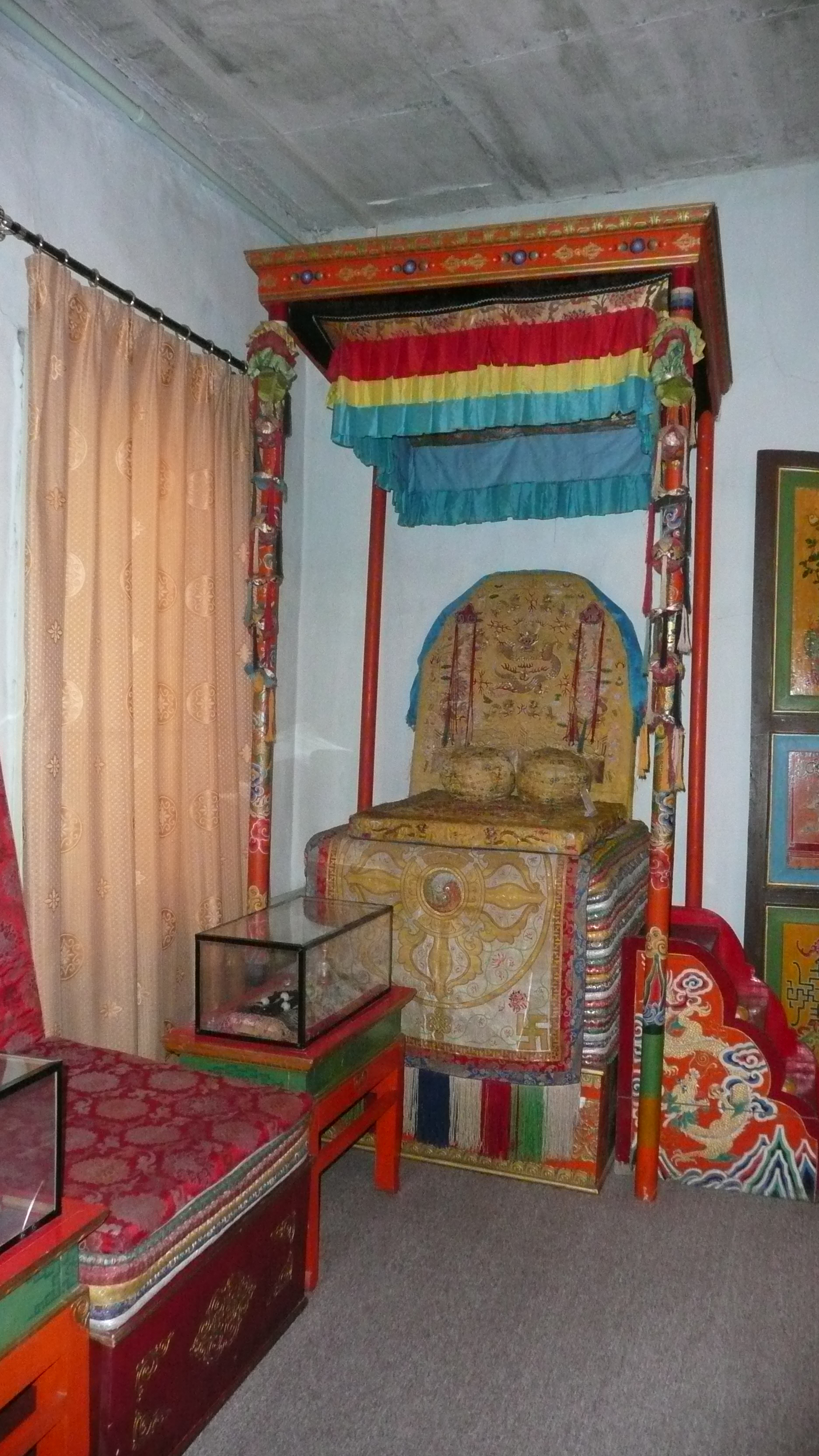
Трон Богдо-хана

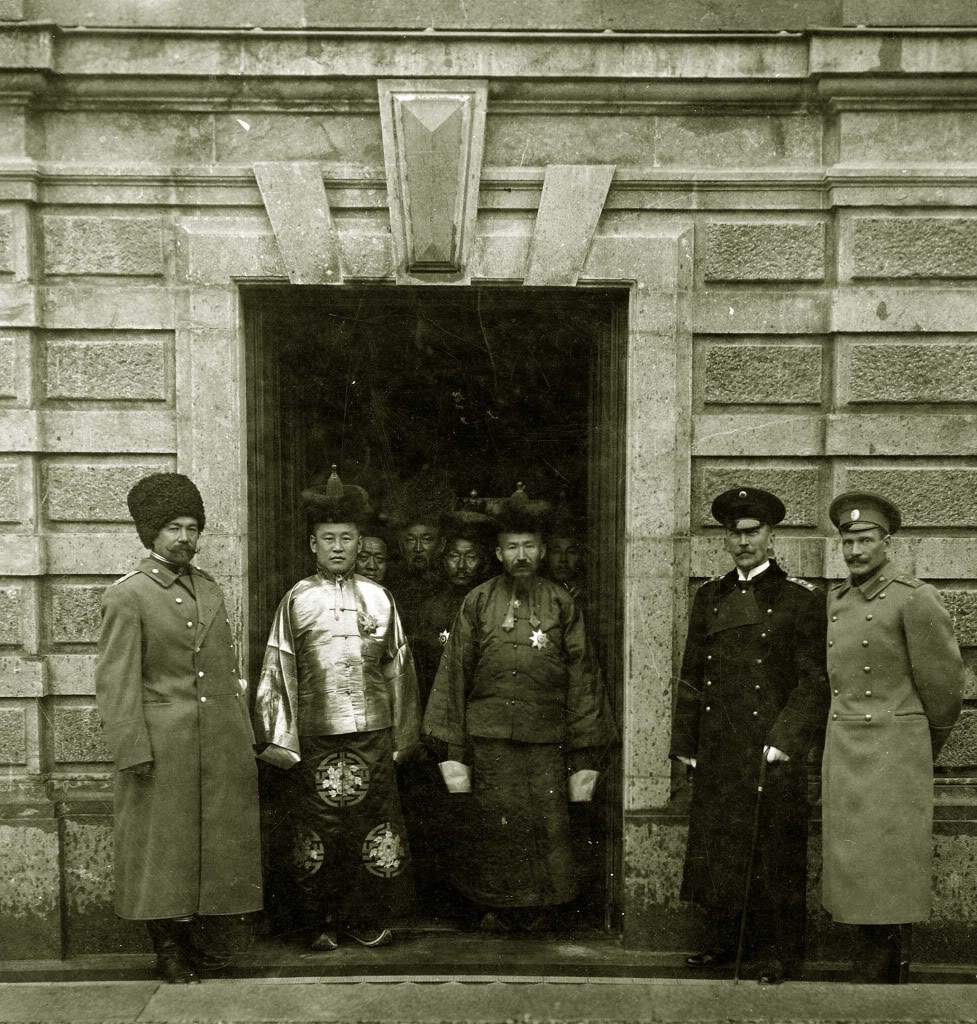
Монгольська делегація в Петербурзі (1912)

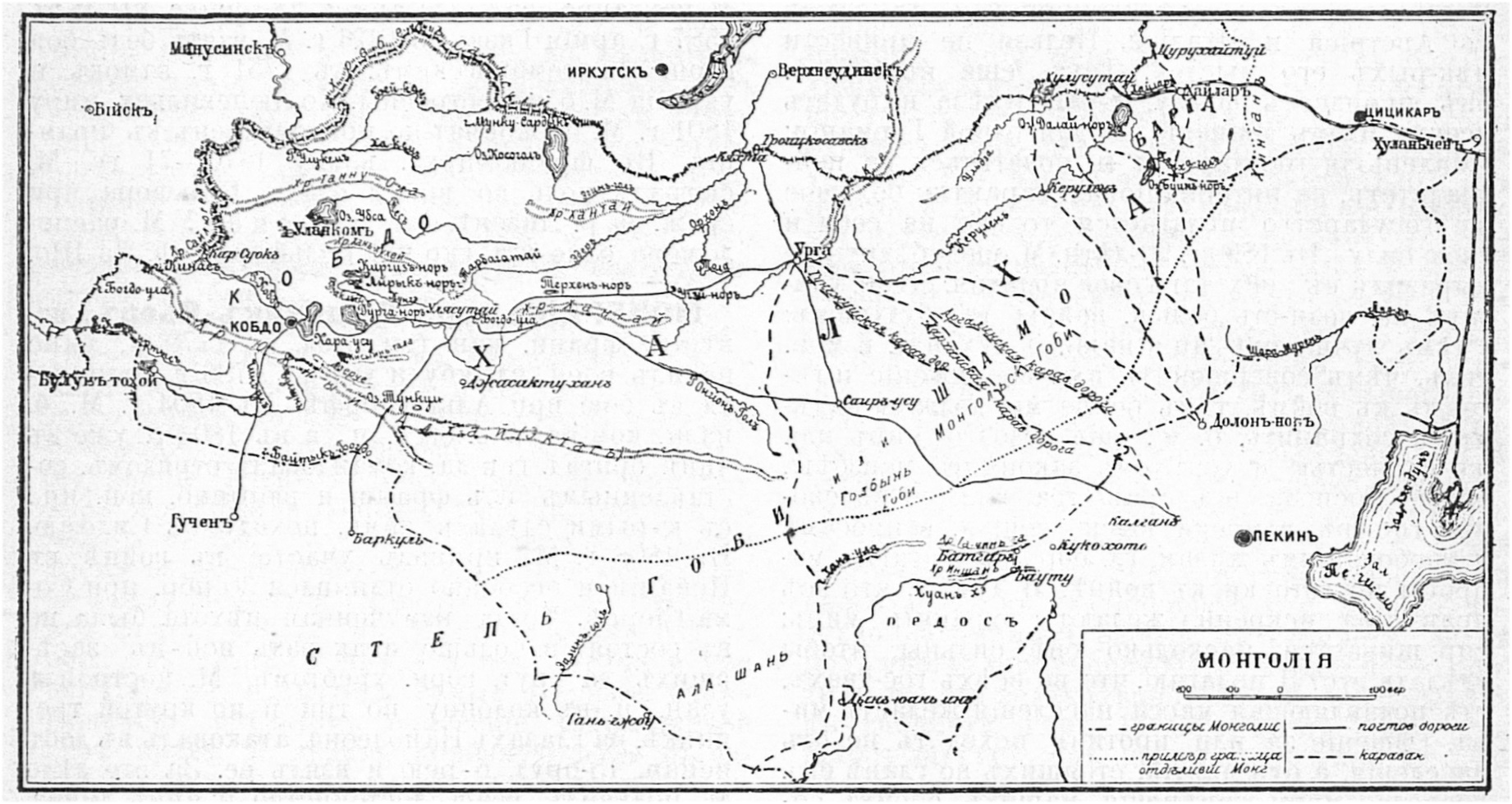
Карта «Монголия» (1911—1915).

На початку грудня у 1911 р. халхаські князі та лами Зовнішньої Монголії скористалася подіями Синьхайської революції та оголосили незалежність від династії Цін. 29 грудня Богдо-геген VIII, буддійський лідер країни, був зведений в Богдо-хани і теократично став правителем нової держави. 
Новий республіканський уряд Китаю відмовився визнати незалежність Монголії, але в той час не мав ресурсу відновити над нею свій суверенітет. Прагнення Монголії бути незалежною державою знайшло підтримку з боку Російській імперії, зацікавленої в першу чергу у появі буферної зони на кордоні з Китаєм. Росія виступила за надання Китаєм широкої автономії Зовнішній Монголії. У підтримці незалежності Монголії була також зацікавлена і Японія, яка надавала їй фінансову допомогу та підтримку зброєю. 
21 жовтня (3 листопада) 1912 року в Урзі було підписано монголо-російську угоду (без участі Китайської республіки, яку на той час Російська імперія ще не визнала) дипломатичним представником від Російської імперії І. Я. Коростовцевим, яка фактично закріплювала привілеї Росії в Монголії — свобода пересування, вільна торгівля, банківська діяльність. 29 грудня 1912 (11 січня 1913) року в Урзі було підписано монголо-тибетський договір про дружбу, згідно з яким визнавалася незалежність від Китаю обома державами. Під керівництвом російських військових радників була створена 20 тис. монгольська армія. У 1913 році цю армію мобілізували для боротьби з китайською армією на територіях Внутрішньої Монголії. У 1914 році Бурят-Монголія та Урянхайський край на деякий час здобули самостійність. 
23 жовтня 1913 року поміж Росією та Китаєм була підписана декларація, згідно з якою Росія визнавала сюзеренітет Китаю над Монголією. Зі свого боку Китай надав право Монголії на самоврядування та право керувати своїми ресурсами та промисловістю і погодився не вводити в країну свої війська. 25 травня 1915 року в Кяхті був укладений тристоронній Кяхтинський договір, за яким Монголія отримала статус автономії під китайським протекторатом і який був підтверджений пекінськими представниками уряду. 

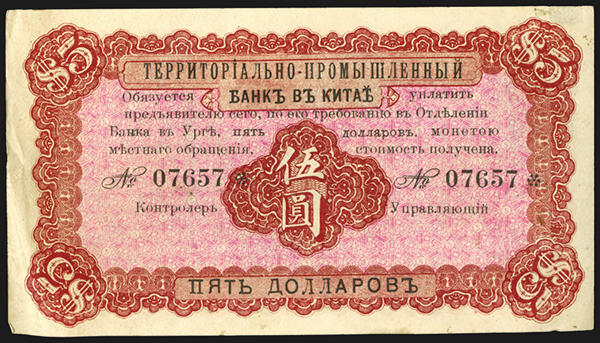
Банкноти, видані Банком територіального розвитку, відділення Урга.

Проте, у зв'язку з Першою світовою війною та Жовтневою революцією, вплив Російської імперії в регіоні різко знизився. Після подій Жовтневої революції 1917 року в Росії, в регіонах Забайкалля та Монголії, за підтримки Японії і білогвардійського отамана Семенова посилився панмонгольский рух. Його ініціаторами виступили деякі князі і лами Внутрішньої Монголії, частина бурятської інтелігенції і верхівка монголів Баргути. У лютому-березні 1919 року в Читі пройшов панмонгольский з'їзд, учасники якого виступили за створення незалежної об'єднаної Монголії, що включатиме Зовнішню та Внутрішню Монголії, а також Бурятію. Відповідні документи були направлені на розгляд до Версальського конгресу. Однак Зовнішня Монголія відмовилася брати участь у створенні тимчасового уряду, який обрали представники Внутрішньої Монголії. Тимчасовий уряд очолив лама Нейсе-геген Мендебаяр. Цей уряд сформував війська із бурятів та монголів на територіях Внутрішньої Монголії та Баргути, які тимчасово розмістилися в районі залізничної станції Даурія. Тимчасовий уряд підтримував зв'язки з Сибірським тимчасовим урядом та урядом Колчака в Омську, котрі притримувалися Кяхтинської угоди 1915 року. Бачачи загрозу незалежності з боку панмонголів, якими керував отаман Григорій Семенов, монгольських вельмож Зовнішньої Монголії почала не влаштовувати спокійна політика Богдо-хана. Значна кількість монгольських аристократів відправила до головнокомандувача Пекіну Фен Гочжана петицію з проханням ліквідувати автономію. Колишній воєнний міністр Китаю, лідер ворожої Фен Гочжану аньхойської кліки, Дуань Ціжуй розумів, що при анексії Монголії зросте його авторитетність, і наказав своєму найближчому послідовнику Сюй Шучженю очолити війська і встановити контроль над Зовнішньою Монголією.

### Китайська окупація (1919—1921)

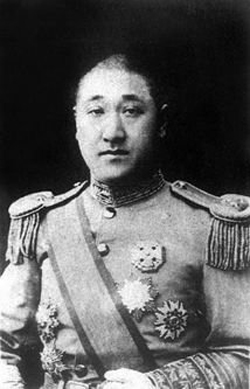
Сюй Шучжен

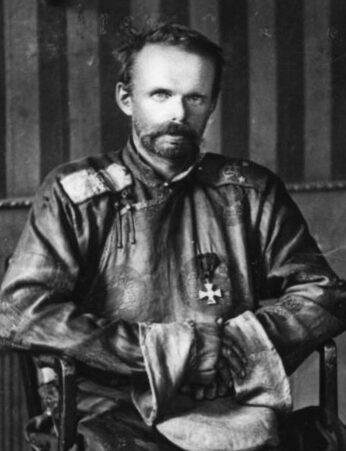
Роман фон Унгерн-Штернберг

Аньхойська кліка була прояпонським воєнним угрупуванням, якій на той час у Китаї протистояла націоналістична чжілійська кліка. Ціллю Сюй Шучженя було ніщо інше, як пряме приєднання Монголії до підконтрольної території його аньхойською клікою. Прикриттям служило твердження, що його нібито запросили декілька монгольських князів, котрі захотіли, щоб Північно-східна прикордонна армія захищала їхню країну від вторгнення більшовиків.
Наступ був спланований на липень 1919 р., проте поїзд, що мав доставити китайським військовикам обладнання, вийшов з ладу. У жовтні того ж року передовий загін чисельністю у 4000 бійців без найменшого спротиву захопив Ургу. Ще 10 000 бійців захопили решту країни. За деякими даними, окупація відбулася з ініціативи японців, для того щоб запобігти потоку російських мігрантів, які могли втекти на територію Монголії. Щоб не псувати репутацію на міжнародній арені, після китайської окупації Японська імперія припинила допомагати колишнім протеже. 
У 1919—1921 роках регіон знаходився під владою Сюй Шучженя. З його ініціативи у 1920 р. Богдо-хан і монгольська знать пройшли зневажливу церемонію, під час якої вони схилялися перед Шучженем і перед прапором союзу п'яти народів. Ця подія зародила зерно спротиву колонізаторам з боку Монгольської Народної Партії.
З іншого боку, політика аньхойської кліки викликала тривогу у впливового феньтянського генерала Чжан Цзоліня. У липні вони примусили Шучженя відкликати більшу частину військ назад до Китаю для боротьби з феньтянцями. Війська генерала були розбиті під час Чжилійсько-аньхойської війни, і китайський гарнізон у Монголії залишився без командування. Для ліквідації окупаційного режиму з Півночі монгольським вельможею Цеваном викликано російського барона німецько-австрійського походження Романа фон Унгерн-Штернберга. Між його силами та силами китайців розпочалися запеклі бої за Ургу. Врешті-решт місто перейшло під контроль Унгерна, який відновив богдо-ханський уряд. 

### Аратська революція (1 березня— 11 липня 1921)

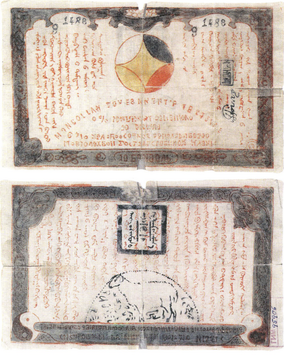
Перші гроші Монголії. 10 доларів, 1921.

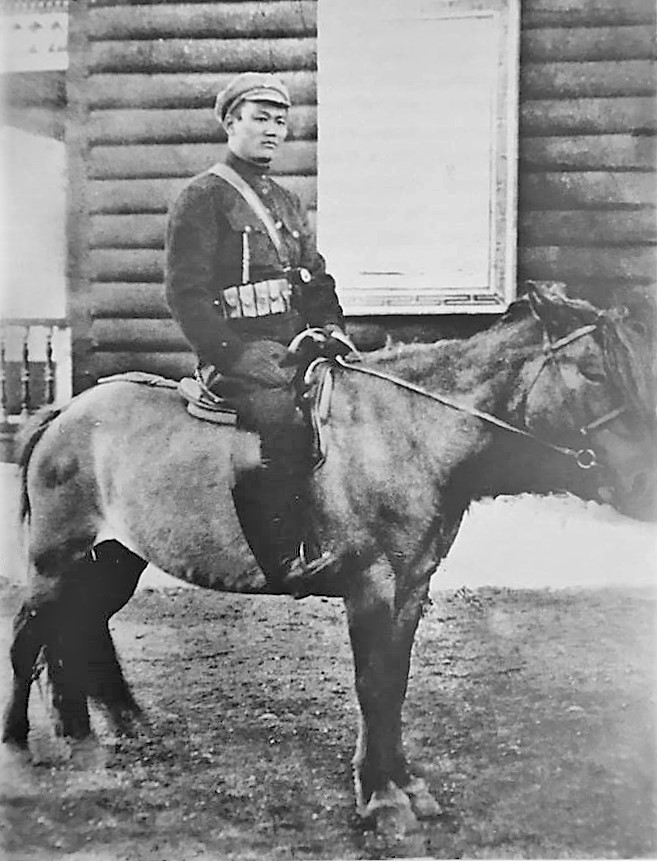
Сухе-Батор

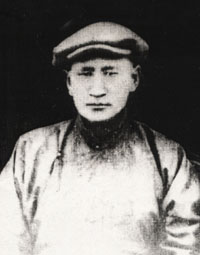
Бодоо Доґсомін

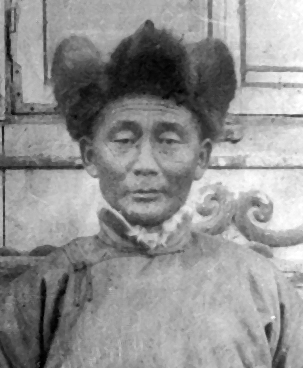
Данзан Солан

У 1919—1920 роках в Урзі утворилося дві підпільні антикитайські групи, що пізніше отримали назви «Консульський пагорб» (монг. Консулин денж) і «Східне хуре» (монг. Зуун хүрее). Першу з них очолював Бодоо Доґсомін, високоосвічений 35-річний лама, який працював при Богдо-хані в російському консульстві в Урзі, та Чойбалсан Хорлоґійн.
1-3 березня 1921 року в Кяхті відбувся I З'їзд МНП. Потай від китайців, на першій сесії зустрілися 17 осіб, на другий — 26. Було вирішено створити армію на чолі з Сухе-Батором. Був обраний ЦК МНП на чолі з Данзану Солану, керівником групи «Східного хуре» і одним представником комінтерну від радянського уряду. Був прийнятий маніфест партії, написаний бурятським діячем Цибеном Жамцарано (монг. Жамсрангійн Цевеен).
13 березня було оголошено тимчасовий уряд у складі семи осіб, який невдовзі очолив Бодоо. 18 березня монгольська армія, збільшилася до 400 чол. завдяки добровольцям і агітації, розбила китайський гарнізон поблизу аулу Маймачен. Північ країни заповнили листівки МНП із закликом до знищення Азійську дивізії на чолі з білогвардійським Унґерн-Штернберґом. Богдо-ханський уряд переконував населення у тому, що революціонери намагаються знищити Монгольську держави і руйнують основи «жовтої віри».
У березні-квітні радянські і далекосхідні війська сконцентрувалися біля кордону з Монголією. Чисельність монгольської армії зросла до 800 чол. В кінці травня Унґерн-Штернберґ атакував Кяхту, але був розбитий із тяжкими втратами. Дізнавшись про поразку Унґерн-Штернберґа, на бік революціонерів перейшов Хата-Батор Максаржав. Проте контратака військ Сухе-Батора 11 червня не вдалася і дивізія Унґерна пішла в рейд на радянську Бурятію. 19 серпня Унґерн був схоплений монголами Бішерельту-гуна, та передали радянській стороні більшовику П. Е. Щетинкіну. 21 вересня генерала було засуджено і розстріляно в Іркутську.
28 червня 1921 року радянсько-монгольські частини перетнули кордон Монголії та 6 липня увійшли в залишену білогвардійцями столицю Ургу. 9 липня 1921 року Богдо-хан отримав лист, в якому революційні вожді повідомили йому про те, що устрій в країні, за винятком релігії, буде переглянутий і реформований. На наступний день ЦК видав розпорядження про формування нового уряду на чолі з Бодоо, в той час як Богдо-хан проголошувався обмеженим монархом — 11 липня він був знову церемоніально реінтронізірований. Після смерті Богдо-ґеґена 17 квітня 1924 року, монархія в країні була ліквідована остаточно, а 26 листопада заснована Монгольською Народною Республікою.

## Нотатки
1. ↑  Визнана лише Російською імперією, Російською республікою, РСФРР та СРСР